# Либрес
Либрес (исп. Libres) — муниципалитет в Мексике, штат Пуэбла, с административным центром в городе Сьюдад-де-Либрес. Численность населения, по данным переписи 2010 года, составила 31 532 человека.

## Общие сведения
Название Libres с испанского языка можно перевести как свободный.
Площадь муниципалитета равна 275,5 км², что составляет менее 0,8 % от площади штата. Он граничит с другими муниципалитетами Пуэблы: на севере с Истакамаститланом, Окотепеком и Куйоако, на востоке с Тепеяуалько, на юге с Орьенталем, а на западе с другим штатом Мексики — Тласкалой.

## Учреждение и состав
Муниципалитет был образован в 1895 году, в его состав входит 65 населённых пунктов, самые крупные из которых:
| Код INEGI | Населённый пункт                                                  | Численность населения (2005 год) | Численность населения (2010 год) |
| 094       | Всего                                                             | 28 333                           | 31 532                           |
| 0001      | Сьюдад-де-Либрес (исп. Cuidad de Libres) (административный центр) | 14 102                           | 15 536                           |
| 0017      | Сан-Хосе-Морелос (исп. San José Morelos)                          | 1 893                            | 2 052                            |
| 0028      | Сан-Карлос (исп. San Carlos)                                      | 1 713                            | 1 861                            |
| 0019      | Нуэво-Мехико (исп. Nuevo México)                                  | 1 581                            | 1 756                            |
| 0022      | Прогресо (исп. Progreso)                                          | 1 206                            | 1 313                            |
| 0008      | Ла-Каньяда (исп. La Cañada)                                       | 903                              | 1 073                            |

## Экономическая деятельность
По статистическим данным 2010 года, работоспособное население занято по секторам экономики в следующих пропорциях: сельское хозяйство и скотоводство — 32,1 %, обрабатывающая и производственная промышленность — 21,4 %, сфера услуг и туризма — 45,6 %.

## Инфраструктура
По статистическим данным 2010 года, инфраструктура развита следующим образом:
- электрификация: 97,7 %;
- водоснабжение: 92,3 %;
- водоотведение: 81,6 %.

## Туризм
Основные места, привлекающие туристов:
- Церковь Святого Хуана Баутиста, построенная в XVIII веке в стиле барокко;
- Наскальные рисунки, датируемые 12 000 тыс. лет до н. э., расположенные неподалёку от посёлка Ранчо-Вьеха;
- Водолечебница Лос-Аркос, расположенная в посёлке Сан-Мигель;
- Город Кукол, также известный как Кальтами, расположенный в посёлке Ранчо-Вьеха;
- Акведук Лос-Аркос, снабжавший водой Сьюдад-де-Либрес в колониальный период, берущий своё начало в 8 км от города в местечке, под названием Каха.

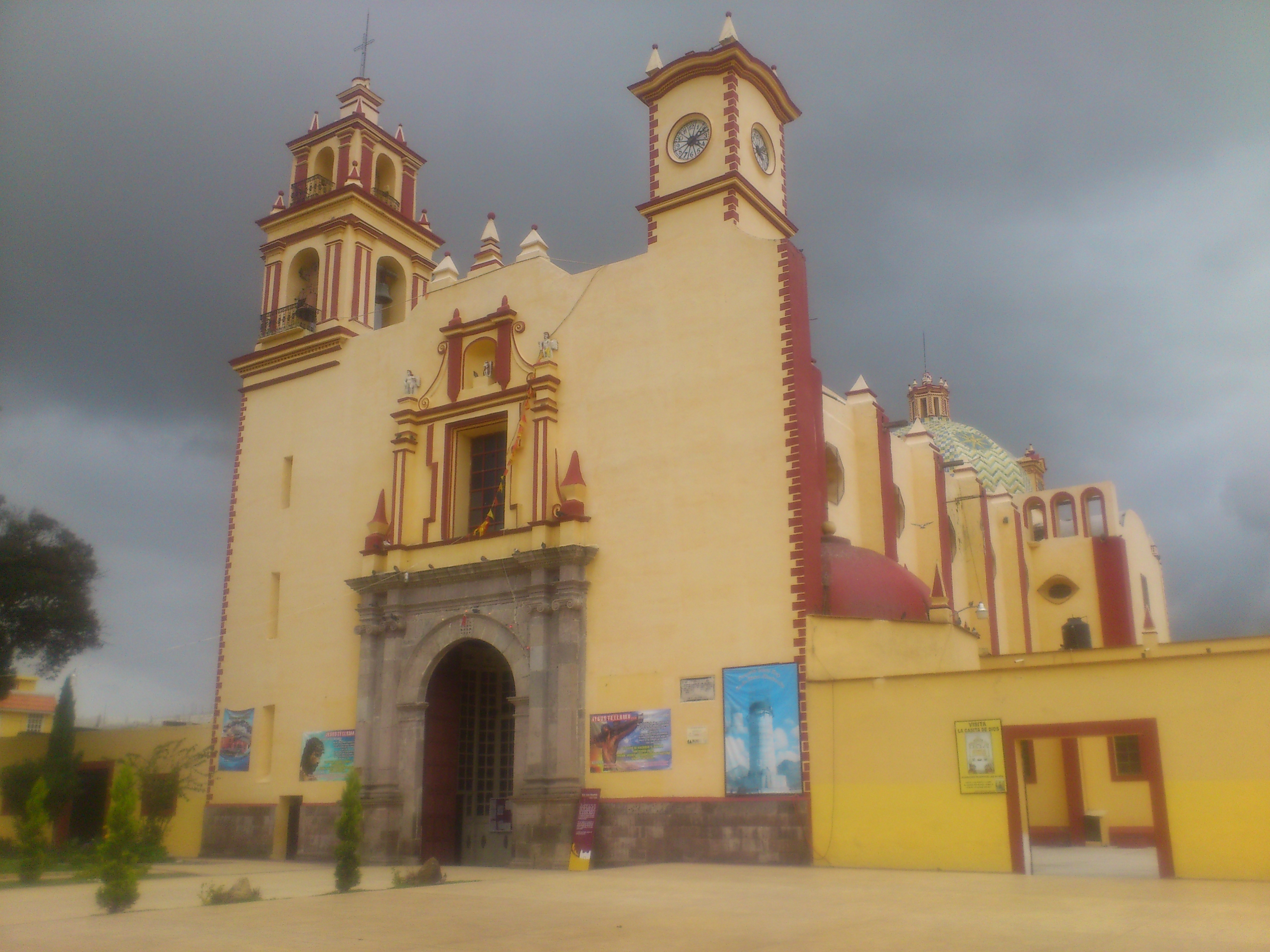
Церковь Святого Хуана Баутиста